# Unité urbaine d'Étampes
L'unité urbaine d'Étampes est une unité urbaine française centrée sur la commune d'Étampes, sous-préfecture de l'Essonne, en région Île-de-France. 

## Données générales
Dans le zonage réalisé par l'Insee en 2010, l'unité urbaine était composée de trois communes.
Dans le nouveau zonage réalisé en 2020, elle est composée des trois mêmes communes.
En 2022, avec 32 254 habitants, elle représente la 2e unité urbaine du département de l'Essonne après l'unité urbaine de Paris et occupe le 5e rang dans la région Île-de-France.
En 2019, sa densité de population s'élève à 388 hab/km2. Par sa superficie, elle représente 4,5 % du territoire départemental et, par sa population, elle regroupe 2,4 % de la population du département de l'Essonne.

## Composition de l'unité urbaine en 2020
Elle est composée des trois communes suivantes :
| Nom                    | Code Insee | Département | Statut       | Superficie (km2) | Population (dernière pop. légale) | Densité (hab./km2) | Modifier                                    |
| ---------------------- | ---------- | ----------- | ------------ | ---------------- | --------------------------------- | ------------------ | ------------------------------------------- |
| Étampes (ville-centre) | 91223      | Essonne     | ville-centre | 40,92            | 26 601 (2022)                     | 650                | modifier les données · modifier les données |
| Brières-les-Scellés    | 91109      | Essonne     | banlieue     | 8,65             | 1 218 (2022)                      | 141                | modifier les données · modifier les données |
| Morigny-Champigny      | 91433      | Essonne     | banlieue     | 30,85            | 4 435 (2022)                      | 144                | modifier les données · modifier les données |

## Évolution démographique
| 1968   | 1975   | 1982   | 1990   | 1999   | 2008   | 2013   | 2019   |
| ------ | ------ | ------ | ------ | ------ | ------ | ------ | ------ |
| 18 596 | 22 478 | 23 304 | 25 981 | 26 604 | 27 483 | 30 051 | 31 235 |

#### Données générales
- Unité urbaine
- Aire d'attraction d'une ville
- Aire urbaine (France)
- Liste des unités urbaines de France

#### Données démographiques en rapport avec l'unité urbaine d'Étampes
- Aire d'attraction de Paris
- Arrondissement d'Étampes

#### Données démographiques en rapport avec l'Essonne
- Démographie de l'Essonne